# Heróis da Liberdade
Heróis da Liberdade é um longa-metragem brasileiro lançado em 2008 com a direção de Luca Amberg.
O filme é baseado no livro homônimo de Ernani Buchmann (também co-roteirista) e foi rodado no final de 2004, início de 2005, na cidade de Londrina, interior do estado de Paraná. Lançado na versão DVCAM para participar de vários festivais, como a 31ª edição (2007) da Mostra Internacional de Cinema de São Paulo, na categoria para novos diretores, posteriormente a produção foi transferência para a película em 35mm.

## Enredo
O filme se passa na cidade fictícia de Liberdade e satiriza, através de uma louca analogia, os poderes da física com os poderes da política. Entre os personagens, o Chico Louco,  Fernandes Cubas, Garibaldi, Aprígio Ventura, José Branco e várias personalidades políticas e empresariais envolvidas em intrigas, conspirações e barganhas, sendo comparados a planetas e meteoros desgovernados.

## Elenco
- Mário Schoemberger;
- Zulu (ex-BBB)..... Nego Mau;
- Zeca Cenovic;
- Eneas Lour;
- Altamar Cezar..... Bispo;
- Paulo César Pereio..... Voz;
- Luthero de Almeida..... Fernandes Cubas (João Come-Terra), entre outros.